# Oenone (Tennyson)

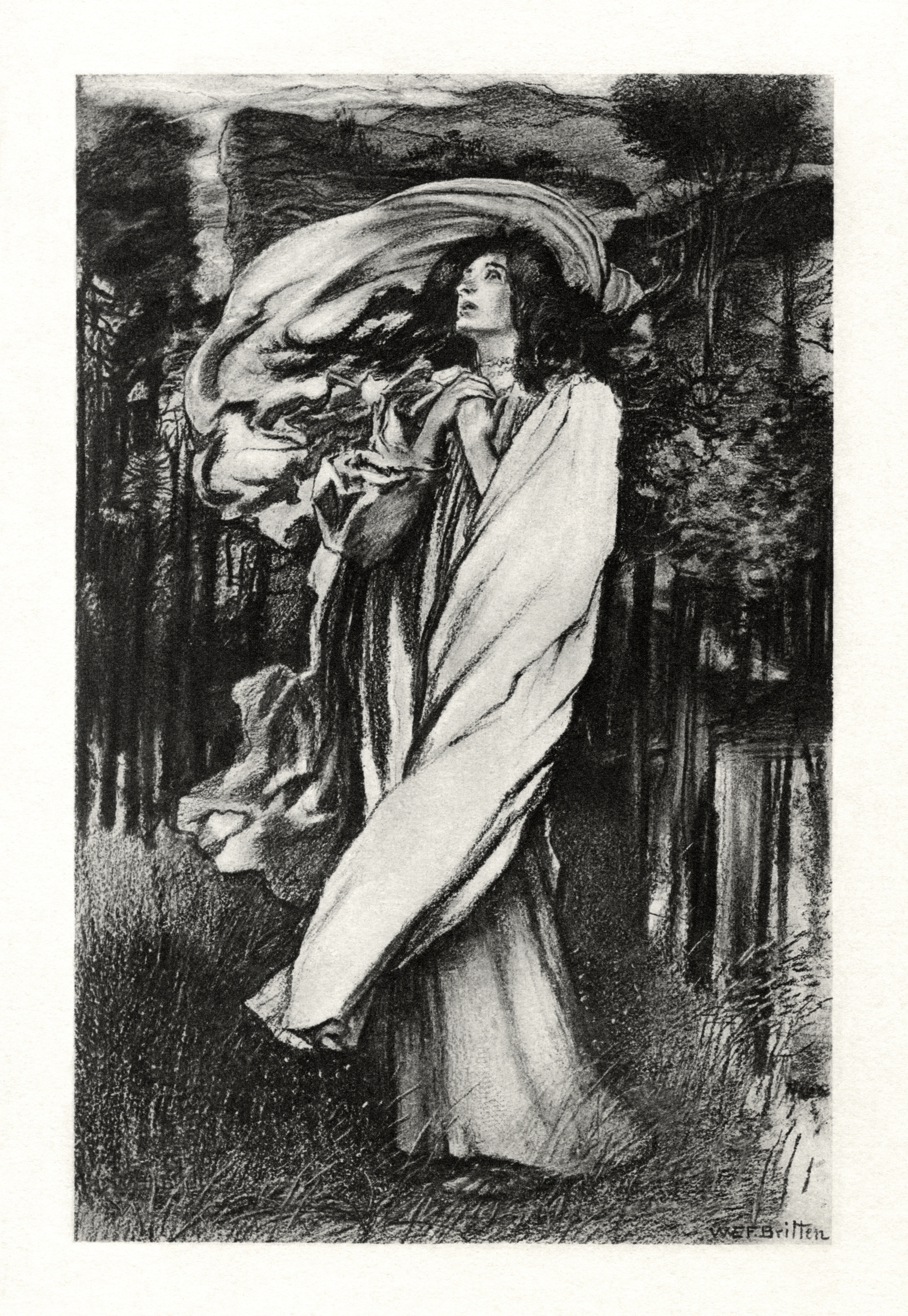
William Edward Frank Britten, Oenone

Oenone – utwór poetycki dziewiętnastowiecznego angielskiego poety, czołowego przedstawiciela epoki wiktoriańskiej, Alfreda Tennysona z 1829. Wiersz jest napisany w formie monologu dramatycznego. Bohaterką jest frygijska nimfa Ojnone, pierwsza żona trojańskiego księcia Parysa, porzucona przez niego na rzecz Heleny, żony Menelaosa. Monolog bohaterki jest skierowany do jej matki, Idy. W utworze występuje refren: O mother, hear me yet before I die. Poemat jest napisany wierszem białym (blank verse). Ten rodzaj wiersza, dokładniej mówiąc nierymowany pentametr jambiczny, jest najbardziej typowy dla monologów dramatycznych Alfreda Tennysona i Roberta Browninga, autora poematu epickiego Pierścień i księga.

O mother, hear me yet before I die.
Hath he not sworn his love a thousand times,
In this green valley, under this green hill,
Ev'n on this hand, and sitting on this stone?
Seal'd it with kisses? water'd it with tears?
O happy tears, and how unlike to these!
O happy Heaven, how canst thou see my face?
O happy earth, how canst thou bear my weight?

Wiersz Tennysona przełożył na język polski jako pierwszy Jan Kasprowicz. Przekład został włączony do jego autorskiej antologii Poeci angielscy. Wybór poezyi, wydanej we Lwowie w 1907. Wiele lat później własną wersję dał Zygmunt Kubiak.
Zobacz też: Oenone and Paris, Święty Szymon Słupnik (Tennyson), Ulisses (wiersz), Moja ostatnia księżna (Browning), Kaliban o Setebosie czyli naturalna teologia na wyspie